# تاریخ منتظم ناصری
تاریخ منتظم ناصری، کتابی است تاریخی و به زبان فارسی، تألیف محمدحسن خان اعتمادالسلطنه، مترجم و رئیس دارالطباعه و دارالترجمه ناصرالدین شاه. این کتاب درباره  تاریخ عمومی جهان را از هجرت پیامبر اسلام تا آغاز حکومت دودمان قاجار است.

## درباره کتاب
این کتاب که بین سال‌های ۱۲۹۸ و ۱۳۰۰ نوشته و به ناصرالدین‌شاه قاجار تقدیم شد، تاریخ عمومی جهان را از هجرت پیامبر اسلام تا آغاز حکومت دودمان قاجار روایت می‌کند. نویسنده گزارش‌های تاریخی خود را بر پایه تقسیمات جغرافیایی جهان (آسیا، اروپا، آفریقا و آمریکا) تنظیم کرده و از این نگاه در زمان خود کتابی بدیع بوده است.

## عنوان کتاب
عنوان تاریخ منتظم ناصری، بر اساس ساختار و نیز بر اساس تقدیم‌نامه آن انتخاب شده است. این کتاب با ساختاری بر اساس نظم سنواتی تنظیم شده و از این رو تاریخ منتظم نام گرفته؛ و چون به  ناصرالدین شاه تقدیم شده، تاریخ منتظم ناصری نامیده شده است.